# 143 (число)
143 (сто сорок три) — натуральное число, расположенное между числами 142 и 144. Оно не является простым числом, а относительно последовательности простых чисел расположено между 139 и 149.
- 143 день в году — 23 мая (в високосный год — 22 мая)

## В математике
{\displaystyle 3^{2}+4^{2}=5^{2}}
{\displaystyle 3^{3}+4^{3}+5^{3}=6^{3}}
{\displaystyle 3^{4}+4^{4}+5^{4}+6^{4}=7^{4}-143}
- 143 — является нечётным составным трёхзначным числом.
- Сумма цифр этого числа — 8
- Произведение цифр этого числа — 12
- Квадрат числа 143 — 20449
- 48-е полупростое число[2]
- Одиозное число
- Недостаточное число
- Самопорождённое число

## В других областях
- 143 год.
- 143 год до н. э.
- 143 место в мире занимает Лесото по численности населения.
- 143 порт используется протоколом IMAP4.
- NGC 143 — спиральная галактика с перемычкой (SBb) в созвездии Кит.
- (143) Адрия — астероид главного пояса.
- I love You — В английском варианте, а именно оттуда пошла аббревиатура, «I love You» можно поделить по буквам I(1), Love(4), You(3). Иногда подразумевается «I miss you». Это сленговый термин, в основном используемый подростками США для выражения своих чувств. Пример использования: Айза, 143!